# Jonathan Grounds
Jonathan Martin Grounds (2 febbraio 1988) è un ex calciatore inglese, di ruolo difensore.